# Orthoptila abruptella
Orthoptila abruptella är en fjärilsart som beskrevs av Walker 1864. Orthoptila abruptella ingår i släktet Orthoptila och familjen stävmalar. Inga underarter finns listade i Catalogue of Life.

## Bildgalleri

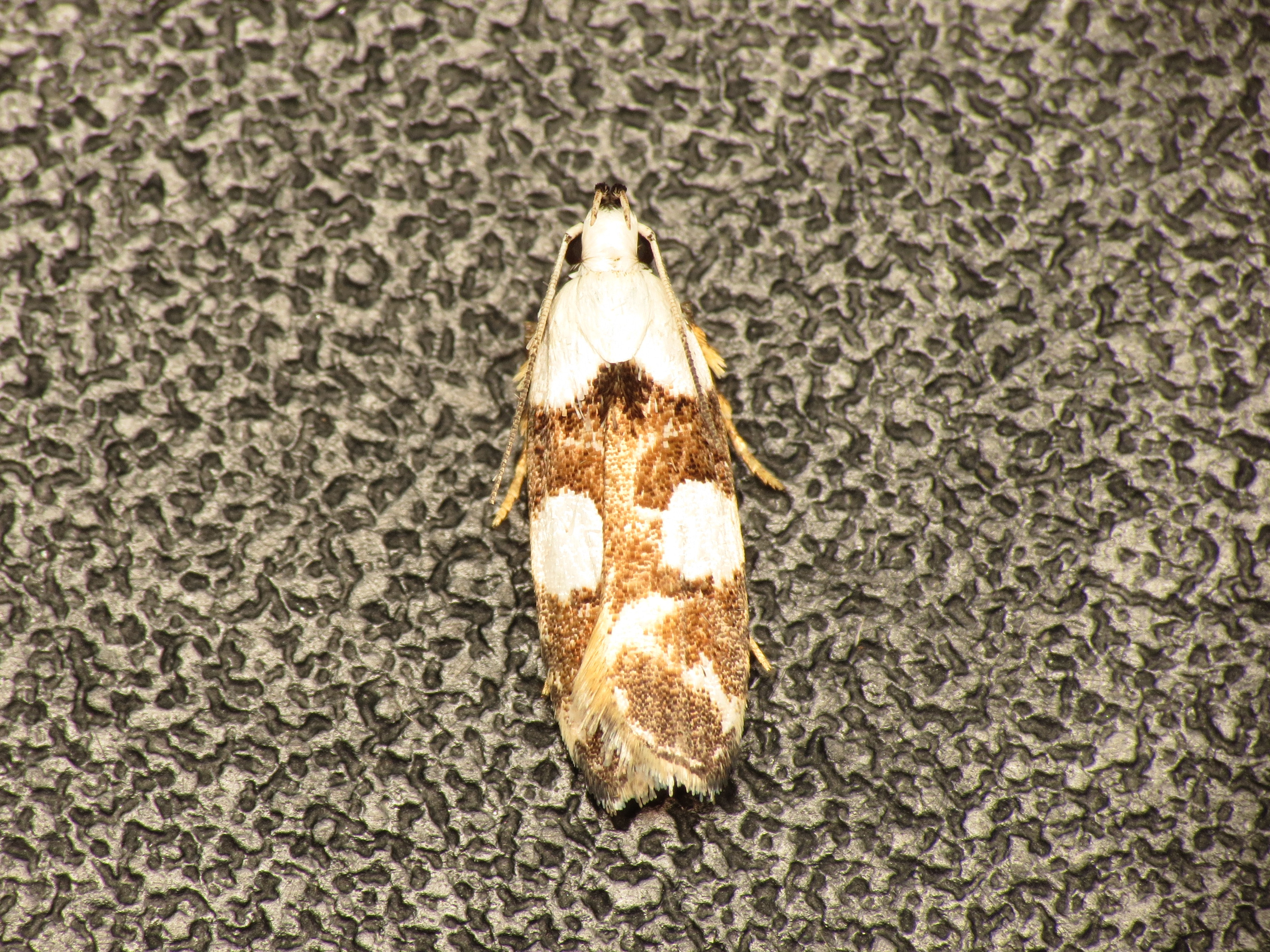
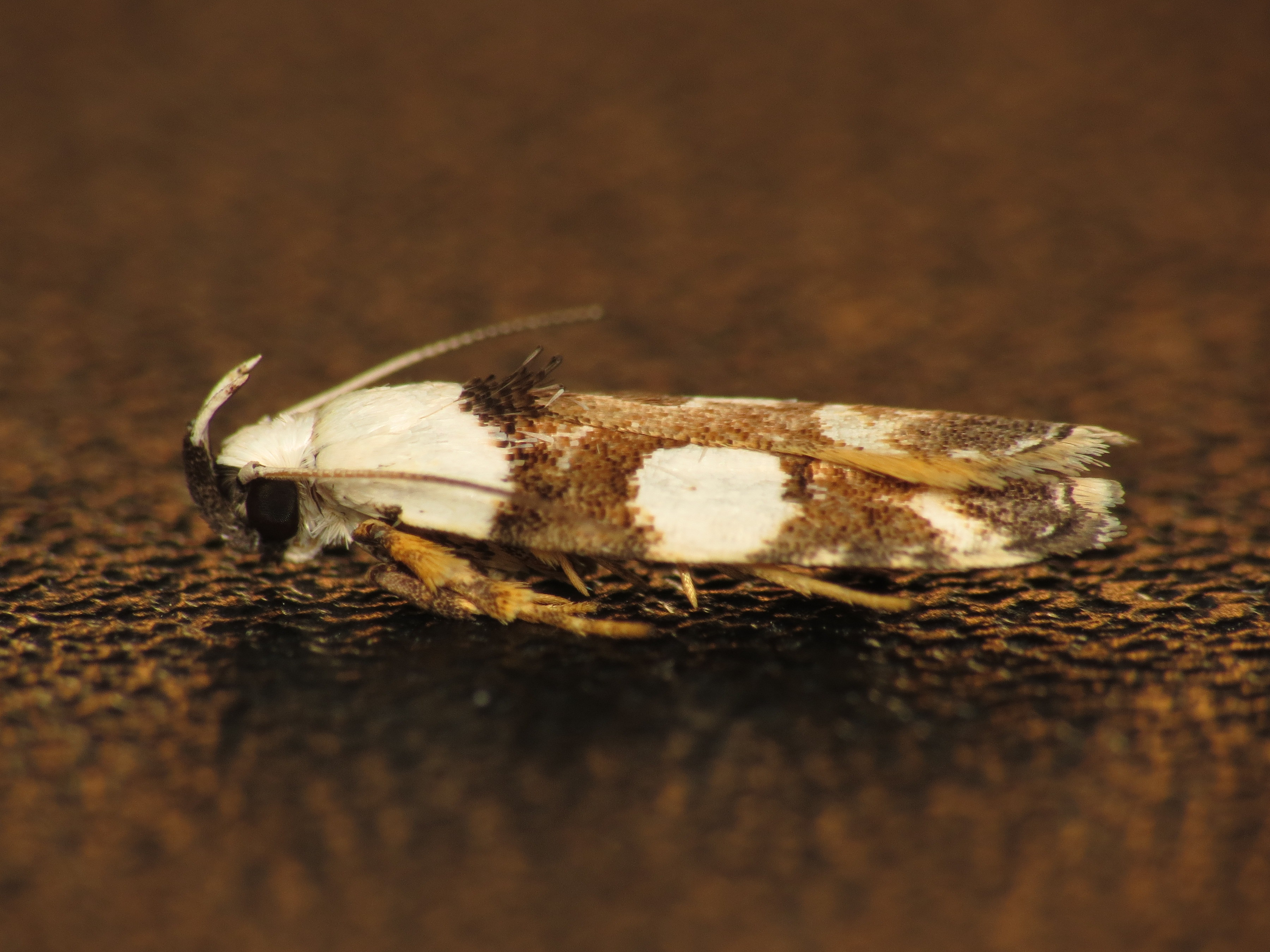
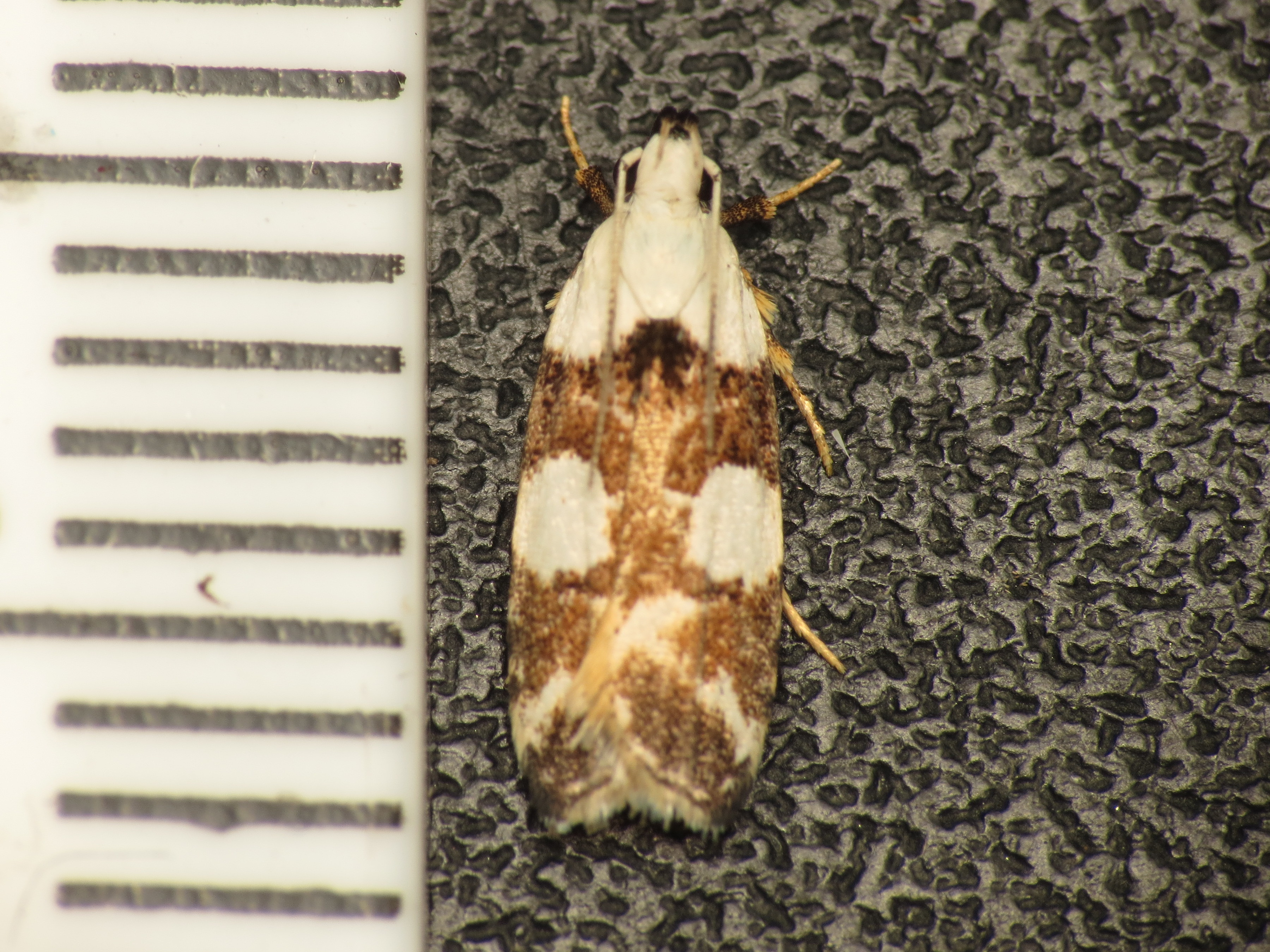
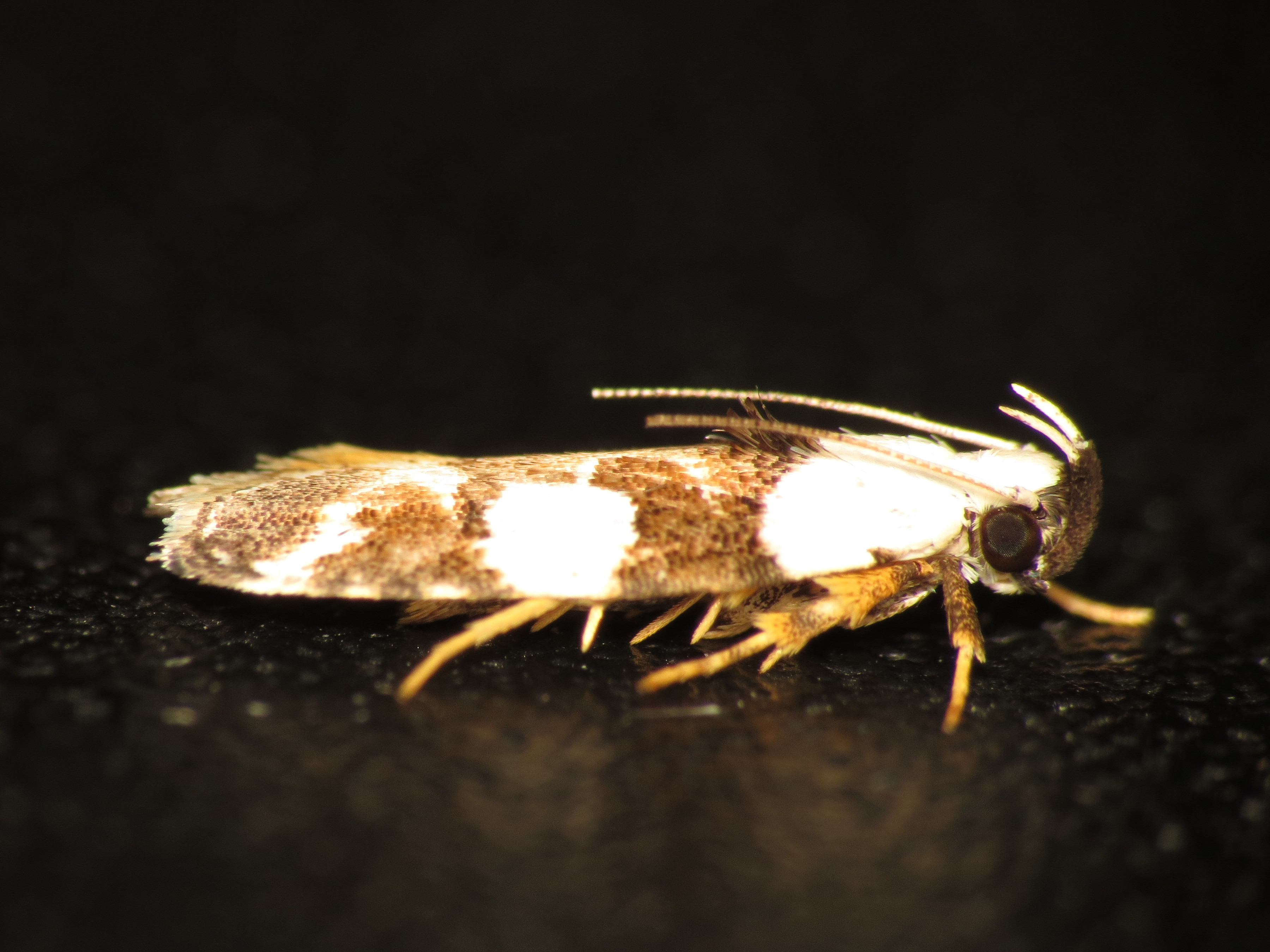